# Слободан Пухалац
Слободан Пухалац (Вишеград, Југославија, 1941) је српски политичар, и бивши министар привреде, енергетике и развоја Републике Српске.

## Биографија
Средњу техничку школу завршио је у Београду, а Пољопривредни факултет у Сарајеву. Између 1966. и 1992. године је на позицијама од стручног сарадника до руководиоца службе за развој и инвестиције, као и на функцији председника Пословног одбора АИПК-а „Левита“, радио у Јединици за реализацију пројеката Свјетске банке и Истраживачко-развојном центру АИПК-а „Левита“ и ПИК "Младен Стојановић". Функцију директора предузећа "Poljoexport" из Бањалуке је обављао између 1992. и 2007. године. Ожењен је и има једно дјете. По националности је Србин.
На позицији министра привреде, енергетике и развоја Републике Српске је био до 29. децембра 2010. године.